# Puerto de Larrau
 El puerto de Larrau, situado a una altura de 1578 m, es un paso de montaña en la frontera entre Francia y España en los Pirineos occidentales entre el departamento de Pyrénées-Atlantiques, Francia y Navarra, España. La escalada ciclista del lado francés se realizó en el Tour de Francia 2007. 
La verdadera cumbre del puerto está a 1585 m y está cerca del Pico de Orhi (2021 m), la montaña más occidental de 2000 m en los Pirineos. En lengua vasca el puerto se conoce como Uthurzehetako Lepoua. 

## Detalles de la subida.
El puerto está situado al sureste de Saint-Jean-Pied-de-Port. A partir de Auberge de Laugibar (noreste), el Puerto de Larrau tiene 15,3 km de largo. Sobre esta distancia, la subida es de 1205 m  (un promedio del 7,9%) con secciones largas de más del 10% y la pendiente máxima del 13% cerca de la cima. Entre el pueblo de Larrau y la cumbre, la escalada pasa sobre el Col d'Erroymendi a 1362 m.
Partiendo de Ochagavía (Navarra, España), el Puerto de Larrau tiene 19,3 km de longitud con 100 m de túnel cerca de la cumbre. Sobre esta distancia, la subida es de 815 m (un promedio del 4,2%) con un máximo del 8%.

## Tour de Francia
La escalada se realizó por primera vez en el Tour de Francia en 1996, cuando se convirtió en la última escalada en el Tour de Francia en ser ganada por el cinco veces ganador de la carrera, Miguel Induráin, quien perdió en gran medida aquí.     
La escalada desde el sur apareció en el Tour de Francia 2007 en los 218,5 km de la etapa 16 de Orthez a Gourette Col d'Aubisque. Esta fue probablemente la escalada más dura en el Tour 2007, con casi el mismo gradiente que el Col de Menté, pero el doble de largo.     

### Apariciones en el Tour de Francia
| Año  | Etapa | Categoría | Salida         | Meta                      | Líder en la cima    |
| ---- | ----- | --------- | -------------- | ------------------------- | ------------------- |
| 2007 | 16    | HC        | Orthez         | Gourette - col d'Aubisque | José Vicente García |
| 1996 | 17    | HC        | Argelès-Gazost | Pamplona                  | Richard Virenque    |